# HD 52265
HD 52265 (HR 2622) es una estrella de magnitud aparente +6,30 situada en la constelación de Monoceros, el unicornio.
Se encuentra a 94 años luz de distancia del sistema solar.
Desde 2000 se conoce la existencia de un planeta extrasolar en órbita alrededor de esta estrella.
HD 52265 es una enana amarilla —un análogo solar de características similares al Sol— de tipo espectral G0V.
Con una temperatura efectiva de 6100 ± 60 K, su luminosidad es ligeramente superior al doble de la luminosidad solar.
Tiene un radio un 25% más grande que el radio solar y gira sobre sí misma con una velocidad de rotación de 3,6 km/s.
Su periodo de rotación es, como máximo, de 12,3 días y existen indicios de rotación diferencial.
Es una estrella con poca actividad magnética.
Con una masa de 1,20 masas solares, se piensa que tiene una edad de 3800 millones de años.
HD 52265 una estrella rica en metales, cuya metalicidad, dependiendo de la fuente consultada, es entre el 54% y el 70% más elevada que la solar.
El análisis químico pone de manifiesto que no existe una marcada «sobreabundancia» de ningún elemento en concreto.
Sin embargo, cabe señalar el elevado nivel de litio en comparación al Sol; el valor de logє[Li] es igual a 2,88 en HD 52265, frente a 1,05 en el Sol.
HD 52265 es miembro del «supercúmulo de las Híades», amplio grupo de estrellas que comparten con las Híades el mismo movimiento a través del espacio.
Otras estrellas semejantes incluidas en este grupo son HD 41700, 9 Ceti e ι Horologii.

## Sistema planetario
El planeta extrasolar, denominado HD 52265 b, fue descubierto de forma independiente por Butler et al. en 2000 y Naef et al. en 2001.
Tiene una masa mínima ligeramente mayor que la de Júpiter y su separación respecto a la estrella es de 0,5 UA.
Emplea 120 días en completar una órbita.
| Acompañante (En orden desde la estrella) | Masa (MJ)     | Período orbital (días) | Semieje mayor (UA) | Excentricidad |
| ---------------------------------------- | ------------- | ---------------------- | ------------------ | ------------- |
| HD 52265 b                               | > 1,05 ± 0,03 | 119,6 ± 0,4            | 0,5                | 0,35 ± 0,03   |